# Diamaye Kansirani
Pour les articles homonymes, voir Diamaye.
Diamaye Kansirani est un village du Sénégal situé en Basse-Casamance. Il fait partie de la communauté rurale d'Oulampane, dans l'arrondissement de Sindian, le département de Bignona et la région de Ziguinchor.
Lors du dernier recensement (2002), la localité comptait 209 habitants et 29 ménages.